# در بهشت (فیلم)
«در بهشت» (انگلیسی: In Heaven (film)) یک فیلم است که در سال ۱۹۹۹ منتشر شد.